# Norsko na Zimních olympijských hrách 1964
Norsko na Zimních olympijských hrách 1964 v Innsbrucku reprezentovalo 58 sportovců, z toho 51 mužů a 7 žen. Nejmladším účastníkem byl Berit Unn Johansen (16 let, 197 dní), nejstarším pak Ingrid Wigernæs (35 let, 349 dní). Reprezentanti vybojovali 15 medailí, z toho 3 zlaté, 6 stříbrných a 6 bronzových.

## Medailisté
| Medaile | Jméno             | Sport              | Disciplína           |
| ------- | ----------------- | ------------------ | -------------------- |
| Zlato   | Tormod Knutsen    | Severská kombinace | Muži jednotlivci     |
| Zlato   | Toralf Engan      | Skoky na lyžích    | Muži velký můstek    |
| Zlato   | Knut Johannesen   | Rychlobruslení     | Muži 5 000 m         |
| Stříbro | Harald Grønningen | Běh na lyžích      | Muži 15 km           |
| Stříbro | Harald Grønningen | Běh na lyžích      | Muži 30 km           |
| Stříbro | Toralf Engan      | Skoky na lyžích    | Muži normální můstek |
| Stříbro | Alv Gjestvang     | Rychlobruslení     | Muži 500 m           |
| Stříbro | Per Ivar Moe      | Rychlobruslení     | Muži 5 000 m         |
| Stříbro | Fred Anton Maier  | Rychlobruslení     | Muži 10 000 m        |
| Bronz   | Olav Jordet       | Biatlon            | Muži 20 km           |
| Bronz   | Torgeir Brandtzæg | Skoky na lyžích    | Muži normální můstek |
| Bronz   | Torgeir Brandtzæg | Skoky na lyžích    | Muži velký můstek    |
| Bronz   | Villy Haugen      | Rychlobruslení     | Muži 1 500 m         |
| Bronz   | Fred Anton Maier  | Rychlobruslení     | Muži 5 000 m         |
| Bronz   | Knut Johannesen   | Rychlobruslení     | Muži 10 000 m        |